# Scheiss Liebe
Pour les articles homonymes, voir Liebe.
Singles de LaFee
Ring frei
(2008) Der Regen fällt
(2009)
Scheiss Liebe est une chanson de LaFee étant le 2e single de son album Ring frei.

## Liste des chansons
CD single2 Track Edition
1. Scheiss Liebe (Single version) - 3:43
2. Für Dich (Live) - 3:48

## Classements
| Classement (2009)      | Meilleure position , |
| ---------------------- | -------------------- |
| Austrian Singles Chart | 63                   |
| German Singles Chart   | 44                   |